# Clara Moroni
Clara Elena Moroni (née le 3 novembre 1964 à Milan) est une chanteuse, compositrice et productrice italienne. Active en Europe et au Japon, elle est aujourd'hui également connue pour être la chanteuse de Vasco Rossi, qui la surnommait « la Ferrari du rock ». En solo, elle compte 5 albums et EP, les deux premiers sous le nom de Clara and Black Cars.
Dans les années 1980 et 1990, elle a composé et produit d'innombrables chansons Eurobeat et Eurodance, sur lesquelles elle a prêté sa voix, à la fois comme choriste et comme voix principale. Parmi les fondateurs de Sinclairestyle, Delta Records, elle a collaboré avec Asia Records et avec Time Records.

## Biographie
Clara Moroni est née le 3 novembre 1964 à Milan. Elle commence comme chanteuse dans certains groupes de punk rock locaux, influencés par les Sex Pistols. Ses premières expériences dans l'underground se sont faites avec The Arms, d'abord en tant que batteur puis en tant que chanteuse.
Elle vécut un semestre à Londres, où elle absorba les nouvelles tendances musicales. De retour en Italie, elle commence à travailler dans des studios d'enregistrement milanais en tant que choriste pour le Stadio, Loredana Bertè, Meccano, Mauro Pagani et d'autres. Lors de l'enregistrement des chœurs de l'album Carta del cielo d'Alberto Fortis, elle rencontre Guido Elmi et de cette rencontre est né le projet Clara and Black Cars et deux albums Chi ha fear di chi (1990) suivi de Spiriti (1992), plus orienté vers un son hard rock. Son expérience de chanteuse en studio l'a amenée à collaborer en tant qu'interprète et auteure avec le label italien Time Records, pour lequel elle a signé et chanté quelques chansons.
En 1995, elle fonde le label Delta, et plus tard DMI, avec lequel elle sort des chansons Eurobeat, remportant un franc succès sur le marché japonais, où le genre est à la mode. À la même période, Guido Elmi l'appelle pour s'occuper des arrangements vocaux et des chœurs sur l'album Gli spari sopra de Vasco Rossi. Elle collabore également à l'album Nessun pericolo... per te de Vasco Rossi, et depuis 1996 elle est officiellement membre de son groupe. En 1997, elle part vivre aux États-Unis, à San Francisco. Des enregistrements d'études et des tournées suivent aux États-Unis et en Australie avec divers groupes, dont les Californiens Pablo Cruise, qui l'ont gardée aux États-Unis jusqu'en 2000.
En janvier 2004, elle sort Ten Worlds, un album entièrement en anglais avec des chansons écrites par la chanteuse sur dix ans. En 2010, elle sort avec son groupe 2HOT4 l'album auto-produit Bambina brava pour son label DMI,. Le premier single est Io non piango più, une reprise de Who Knew de Pink.
Le 23 octobre 2012, le nouvel EP (5 chansons) intitulé Sono quello che sono (parte 1) sort en version numérique, dans lequel la reprise de Vola de Ivano Fossati est présente. Luigi Schiavone, auteur, guitariste et collaborateur historique d'Enrico Ruggeri a collaboré sur le disque qui a été produit par Lorenzo Cazzaniga (Skin, Baglioni, Nek). Le single Sei de l'EP est entendu à la radio à partir du 14 septembre 2012. Le disque sort ensuite en version CD le 29 janvier 2013, distribué par ET-Team, TopRecords et Edel. Il est suivi de la tournée avec le groupe Custodie Cautelari.

## Discographie

### Albums studio
- 1990 : Chi ha paura di chi (EMI Italiana ; sous Clara and Black Cars)
- 1992 : Spiriti (EMI Italiana ; sous Clara and Black Cars)
- 2004 : Ten Worlds (Ten ; sous Clara)
- 2010 : Bambina brava (DMI/EMI)
- 2012 : Sono quello che sono (parte 1) (DMI/EMI/EDEL)
- 2018 : Unica (LOGO)